# Hydromaréthermie
L'hydromaréthermie est une branche des énergies marines définissant une technologie reposant sur l'exploitation simultanée du potentiel d'accumulateur thermique solaire de la couche de surface de la mer, sa convection, ses caractéristiques d'inertie thermique, et sa salinité. La définition de l'hydromaréthermie a vu le jour en 2014 à l'aboutissement du projet Nérée qui, de par sa technologie, créa le besoin d'un nouveau terme et d'une nouvelle définition dans le cadre des énergies marines renouvelables.

## Historique
L'ébauche de la définition de l'hydromaréthermie a été établi par un projet de recherches en Énergie Marine Renouvelable (EMR) débuté en 2004 puis affiné jusqu'en 2012 et abouti en 2014.
Ce développement de l'hydromaréthermie, engagé par Franck-Antoine Peretti au travers de la mise au point d'un système complet couvrant l'ensemble des besoins de chauffage, climatisation et production d'eau chaude sanitaire à destination de tous secteurs d'activité, fut appelé système Nérée.
En 2012, un projet pilote démonstrateur, nommé projet Nérée devant desservir un ensemble de 9 villas en Corse du Sud, a été engagé et la première tranche mise en service le 7 août 2013.
Des subventions émanant de l'Ademe et de la Collectivité territoriale de Corse (AAUC) ont été attribuées pour la mise en place du projet démonstrateur. Le projet fut aussi autorisé et encouragé par la mairie de Belvédère-Campomoro, les autorisations d'implantation furent délivrées par la  Direction départementale des Territoires et de la Mer (DDTM) et Natura 2000.
En juin 2014, le système Nérée hydromaréthermique a été labellisé par Capenergies.
L'hydromaréthermie, au travers du système Nérée, a été inscrite au Fonds Chaleur.

## Principe
La couche de surface de la mer sert de capteur solaire thermique. Cette énergie collectée est couplée à un système thermodynamique par le biais d'échangeurs sondes immergés hyper-compactes à très faible perte de charge. La pompe à chaleur (PAC), dont l'enthalpie est spécifiquement déterminée, se sert d'eau douce comme fluide caloporteur dans un circuit fermé sans additif, donc sans risque de pollution. La particularité de l'hydromaréthermie est, qu’indépendamment des phases spécifiques et des phases incidentes des systèmes thermodynamiques, une large phase gratuite naturelle de collecte d'énergie est utilisable.

## Avantages
Les très faibles volume et encombrement des sondes dont l'immersion est comprise entre 3 et 12 mètres de profondeur ou l'enfouissement sous sable humide (en contact avec l'eau de mer) permet une grande facilité d'implantation sans aucune destruction du milieu ni restriction de passage et bénéficie d'une maintenance aisée. La pluralité des phases thermodynamiques et naturelles utilisables permet d'atteindre, sur des échangeurs et des PAC spécifiquement dédiées,des coefficients de performances (COP) globaux de 72,.